# Atletica leggera ai Giochi della XXXI Olimpiade - Salto con l'asta femminile

Le immagini salienti della Finale

Il salto con l'asta ha fatto parte del programma femminile di atletica leggera ai Giochi della XXXI Olimpiade. La competizione si è svolta nei giorni 16 e 19 agosto allo Stadio Nilton Santos di Rio de Janeiro.

## Presenze ed assenze delle campionesse in carica
Per i campionati europei si considera l'edizione del 2014.
| Competizione             | Atleta             | Prestazione | Rio 2016 |
| ------------------------ | ------------------ | ----------- | -------- |
| Olimpiadi 2012           | Jennifer Suhr      | 4,75 m      | Presente |
| Commonwealth 2014        | Alana Boyd         | 4,50 m      | Presente |
| Europei 2014             | Anželika Sidorova  | 4,65 m      | [ 1 ]    |
| Asiatici 2014            | Li Ling            | 4,35 m =    | Presente |
| Panamericani 2015        | Yarisley Silva     | 4,85 m      | Presente |
| Mondiali 2015            | Yarisley Silva     | 4,90 m      | Presente |
|                          |                    |             |          |
| Olimpiadi giovanili 2010 | Angelica Bengtsson | 4,30 m      | Presente |
| Mondiali junior 2012     | Angelica Bengtsson | 4,50 m      | Presente |

## La gara
In qualificazione viene eliminata la protagonista più attesa dai brasiliani: Fabiana Murer. La campionessa del mondo del 2011 cerca la qualificazione con un salto a 4,55 quando le altre hanno iniziato a 4,15. Risultato: tre errori e grande delusione per la trentacinquenne brasiliana, che disputa le sue ultime olimpiadi.

In finale tutte le migliori passano la prima misura (4,35) ed entrano in gara a 4,50. L'unica a passare anche questa prova è la greca Aikaterinī Stefanidī.

A 4,60 Jennifer Suhr (campionessa olimpica in carica) e Yarisley Silva (campionessa mondiale in carica e argento olimpico) commettono il loro primo errore. A 4,70 escono di gara.

La misura di 4,80 non basta per assegnare le medaglie: è la prima volta nella storia della specialità. Si contendono i tre gradini del podio quattro atlete: la sorprendente diciannovenne neozelandese Eliza McCartney, l'unica con un percorso netto, la Stefanidi (un errore a 4,80), Sandi Morris (due errori in totale) e l'australiana Alana Boyd (tre errori).

A 4,85 tutte sbagliano al primo tentativo. La Stefanidi e la Morris esultano alla seconda prova. Le altre due vengono eliminate.

Si passa a 4,90. Le due atlete rimaste sbagliano tutti i tre tentativi.

Si stila dunque la classifica finale. Stefanidi e Morris hanno valicato la misura precedente (4,85) entrambe al secondo tentativo. Hanno un errore in comune anche a 4,80 mentre la Morris ha commesso un errore a 4,70. Vince l'oro Ekaterini Stefanidi.

Tra McCartney e Boyd sale sul podio la prima perché la Boyd ha superato 4,80 solo al secondo tentativo.
Le misure della quarta (4,80) e della quinta e sesta classificata (4,70) sono le più alte di sempre per tali posizioni.

## Risultati

### Qualificazioni
Qualificazione: 4,60 (Q) o le migliori 12 misure (q).
| Posizione | Gruppo | Atleta                 | Nazionalità   | 4,15 | 4,30 | 4,45 | 4,55 | 4,60 | Risultato | Note |
| --------- | ------ | ---------------------- | ------------- | ---- | ---- | ---- | ---- | ---- | --------- | ---- |
| 1         | A      | Aikaterinī Stefanidī   | Grecia        | –    | –    | –    | –    | o    | 4,60      | Q    |
| 2         | A      | Holly Bradshaw         | Gran Bretagna | –    | –    | o    | xo   | o    | 4,60      | Q    |
| 2         | A      | Lisa Ryzih             | Germania      | –    | –    | –    | xo   | o    | 4,60      | Q    |
| 2         | B      | Jennifer Suhr          | Stati Uniti   | –    | –    | –    | xo   | o    | 4,60      | Q    |
| 5         | A      | Eliza McCartney        | Nuova Zelanda | –    | –    | xxo  | xo   | o    | 4,60      | Q    |
| 5         | B      | Yarisley Silva         | Cuba          | –    | –    | xo   | xxo  | o    | 4,60      | Q    |
| 7         | B      | Martina Strutz         | Germania      | –    | o    | xo   | o    | xo   | 4,60      | Q    |
| 8         | A      | Kelsie Ahbe            | Canada        | –    | o    | o    | o    | –    | 4,55      | q    |
| 8         | A      | Alana Boyd             | Australia     | –    | –    | o    | o    | –    | 4,55      | q    |
| 8         | B      | Nicole Büchler         | Svizzera      | –    | -    | o    | o    | –    | 4,55      | q    |
| 8         | A      | Sandi Morris           | Stati Uniti   | –    | –    | o    | o    | –    | 4,55      | q    |
| 8         | B      | Tina Šutej             | Slovenia      | o    | o    | o    | o    | –    | 4,55      | q    |
| 13        | B      | Minna Nikkanen         | Finlandia     | –    | o    | xo   | o    | xxx  | 4,55      |      |
| 14        | B      | Angelica Bengtsson     | Svezia        | o    | o    | o    | xo   | xxx  | 4,55      |      |
| 14        | A      | Maryna Kylypko         | Ucraina       | o    | o    | o    | xo   | xxx  | 4,55      |      |
| 16        | B      | Li Ling                | Cina          | –    | o    | xo   | xo   | xxx  | 4,55      |      |
| 17        | A      | Michaela Meijer        | Svezia        | –    | o    | o    | xxx  |      | 4,45      |      |
| 17        | B      | Alysha Newman          | Canada        | –    | o    | o    | xxx  |      | 4,45      |      |
| 19        | A      | Jiřina Ptáčníková      | Rep. Ceca     | –    | o    | xo   | xxx  |      | 4,45      |      |
| 19        | A      | Lexi Weeks             | Stati Uniti   | –    | o    | xo   | xxx  |      | 4,45      |      |
| 21        | B      | Sonia Malavisi         | Italia        | o    | o    | xxo  | xxx  |      | 4,45      |      |
| 21        | B      | Annika Roloff          | Germania      | –    | o    | xxo  | xxx  |      | 4,45      |      |
| 23        | A      | Angelica Moser         | Svizzera      | xo   | xxo  | xxo  | xxx  |      | 4,45      |      |
| 24        | B      | Romana Maláčová        | Rep. Ceca     | o    | o    | xxx  |      |      | 4,30      |      |
| 24        | A      | Wilma Murto            | Finlandia     | –    | o    | xxx  |      |      | 4,30      |      |
| 24        | B      | Marta Onofre           | Portogallo    | o    | o    | xxx  |      |      | 4,30      |      |
| 27        | B      | Tori Pena              | Irlanda       | o    | xo   | xxx  |      |      | 4,30      |      |
| 28        | A      | Vanessa Boslak         | Francia       | o    | xxo  | xxx  |      |      | 4,30      |      |
| 29        | A      | Joana Costa            | Brasile       | o    | xxx  |      |      |      | 4,15      |      |
| 29        | B      | Annika Newell          | Canada        | o    | xxx  |      |      |      | 4,15      |      |
| 29        | B      | Diamara Planell        | Porto Rico    | o    | xxx  |      |      |      | 4,15      |      |
| 29        | A      | Femke Pluim            | Paesi Bassi   | o    | xxx  |      |      |      | 4,15      |      |
| 29        | A      | Maria Leonor Tavares   | Portogallo    | o    | xxx  |      |      |      | 4,15      |      |
| 34        | B      | Iryna Yakaltsevich     | Bielorussia   | xxo  | xxx  |      |      |      | 4,15      |      |
|           | B      | Fabiana Murer          | Brasile       | –    | –    | –    | xxx  |      | NM        |      |
|           | A      | Ren Mengqian           | Cina          | xxx  |      |      |      |      | NM        |      |
|           | B      | Nikoleta Kyriakopoulou | Grecia        |      |      |      |      |      | NP        |      |
|           | A      | Robeilys Peinado       | Venezuela     |      |      |      |      |      | NP        |      |

### Finale
| Record mondiale      | Elena Isinbaeva | 5,06 m | Zurigo  | 28 agosto 2009 |
| Record olimpico      | Elena Isinbaeva | 5,05 m | Pechino | 18 agosto 2008 |
| Capolista stagionale | Sandi Morris    | 4,93 m | Houston | 23 luglio 2016 |

Venerdì 19 agosto, ore 20:30.
| Pos. | Atleta               | Età | Nazione       | Salti | Salti | Salti | Salti | Salti | Salti | Salti | Misura |
| Pos. | Atleta               | Età | Nazione       | 4,35  | 4,50  | 4,60  | 4,70  | 4,80  | 4,85  | 4,90  | Misura |
| --- | -------------------- | --- | ------------- | ----- | ----- | ----- | ----- | ----- | ----- | ----- | ------ |
| Oro | Aikaterinī Stefanidī | 26  | Grecia        | –     | –     | O     | O     | XO    | XO    | XXX   | 4,85   |
| Argento | Sandi Morris         | 24  | Stati Uniti   | –     | O     | O     | XO    | XO    | XO    | XXX   | 4,85   |
| Bronzo | Eliza McCartney      | 20  | Nuova Zelanda | –     | O     | O     | O     | O     | XXX   |       | 4,80   |
| 4 | Alana Boyd           | 32  | Australia     | –     | O     | O     | XXO   | XO    | XXX   |       | 4,80   |
| 5 | Holly Bradshaw       | 25  | Gran Bretagna | –     | O     | XO    | O     | XXX   |       |       | 4,70   |
| 6 | Nicole Büchler       | 33  | Svizzera      | –     | O     | XXO   | O     | X–    | XX    |       | 4,70   |
| 7 | Jennifer Suhr        | 34  | Stati Uniti   | –     | O     | XO    | XXX   |       |       |       | 4,60   |
| 7 | Yarisley Silva       | 29  | Cuba          | –     | O     | XO    | XXX   |       |       |       | 4,60   |
| 9 | Martina Strutz       | 35  | Germania      | O     | O     | XXO   | XXX   |       |       |       | 4,60   |
| 10 | Lisa Ryzih           | 28  | Germania      | –     | O     | –     | XXX   |       |       |       | 4,50   |
| 11 | Tina Šutej           | 28  | Slovenia      | O     | XO    | XXX   |       |       |       |       | 4,50   |
| 12 | Kelsie Ahbe          | 25  | Canada        | XXO   | XXO   | XXX   |       |       |       |       | 4,50   |
| record mondiale; record olimpico; record mondiale stagionale; record africano; record asiatico; record europeo; record nord-centroamericano e caraibico; record sudamericano; record oceaniano; record nazionale; record personale; record personale stagionale. |                      |     |               |       |       |       |       |       |       |       |        |